# Флаг Судана

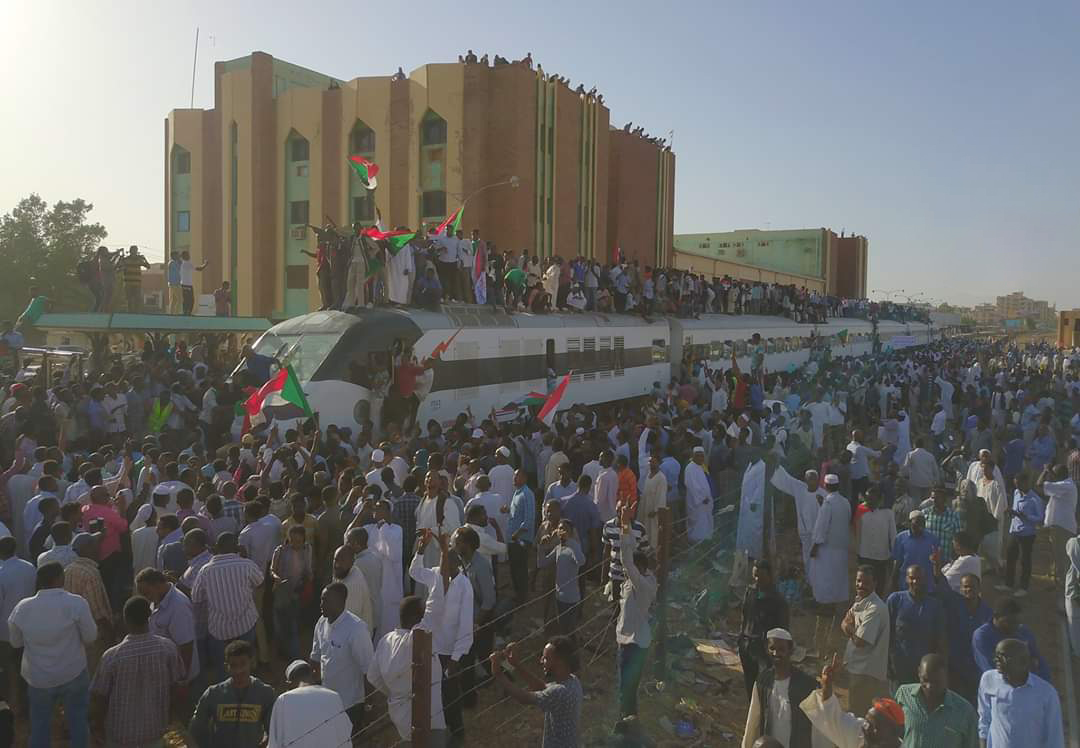
Флаги у участников протестов, 2018 год

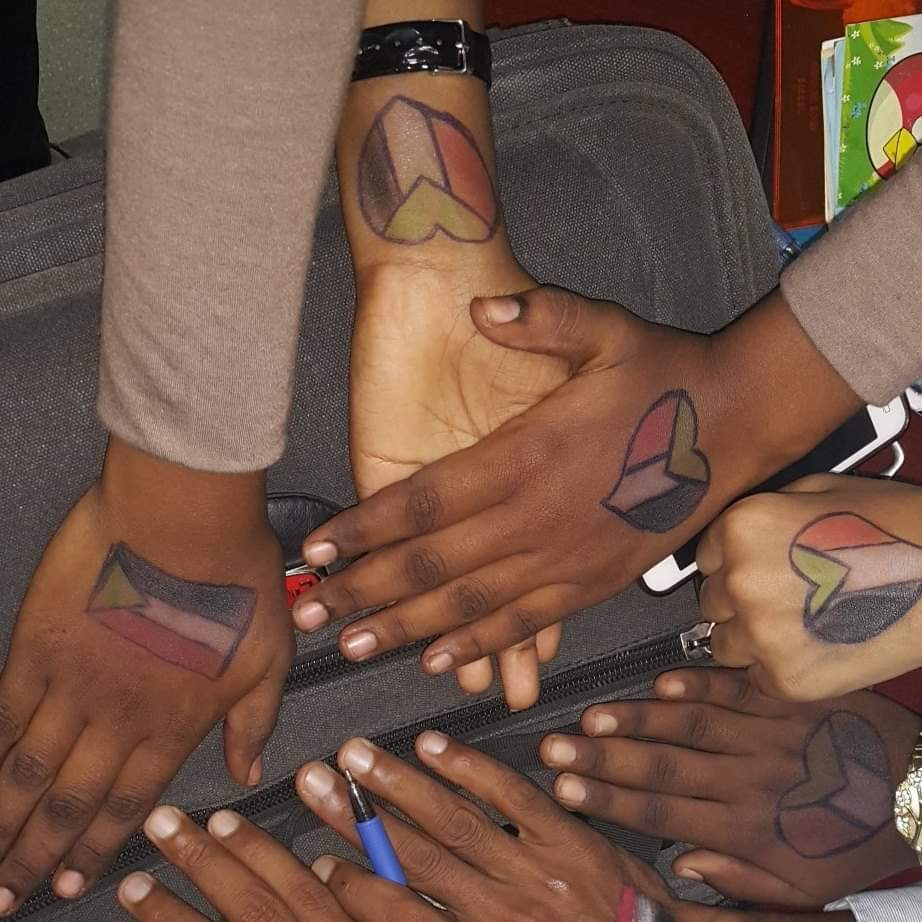
Флаги нарисованные на руках у людей

Государственный флаг Республики Судан был принят 20 мая 1970 года. Флаг состоит из трёх горизонтальных полос одинаковой ширины (красного, белого и чёрного цвета), поверх которых слева наложен зелёный треугольник. Все четыре цвета на флаге — стандартные панарабские цвета. Красно-бело-чёрный горизонтальный триколор также встречается на флагах ряда других государств арабского мира (например Египта, Сирии, Ирака и Йемена).

## Символика
Красный, белый, черный и зеленый называются панарабскими цветами и на протяжении веков исторически связаны с арабским народом и исламом. Цвета символизируют арабское единство и независимость.
На флаге Судана красный цвет символизирует борьбу за независимость, белый — мир и свет, а также Лигу белого флага (англ.) — народное движение в 1920-х гг. Чёрный цвет символизирует само государство Судан (по-арабски Биляд-ас-Судан значит «Страна чёрных») и напоминает о флаге махдистов XIX века. Зелёный — цвет ислама, также символизирует богатство и земледелие.

## Военные и правительственные флаги

### Правительственные флаги

Флаг Президента Судана

### Флаги вооруженных сил

Военно-морской флаг
Флаг ВВС
Флаг таможенной службы

## Исторические флаги

### Махдистский Судан
В 1881 году, в начале восстания махдистов, Мухаммад Ахмад аль-Махди назначил Абдаллахи ибн Мухаммада одним из своих четырех халифов и вручил ему черный флаг. Абдаллахи использовал свой черный флаг для вербовки арабов-шоа и других племен с запада. Другие халифы использовали флаги другого цвета. Черная горизонтальная полоса на нынешнем суданском флаге символизирует этот черный флаг махдистской эпохи.

Флаг, использовавшийся во время восстания махдистов и, впоследствии как флаг Махдистского Судана (1881—1899)
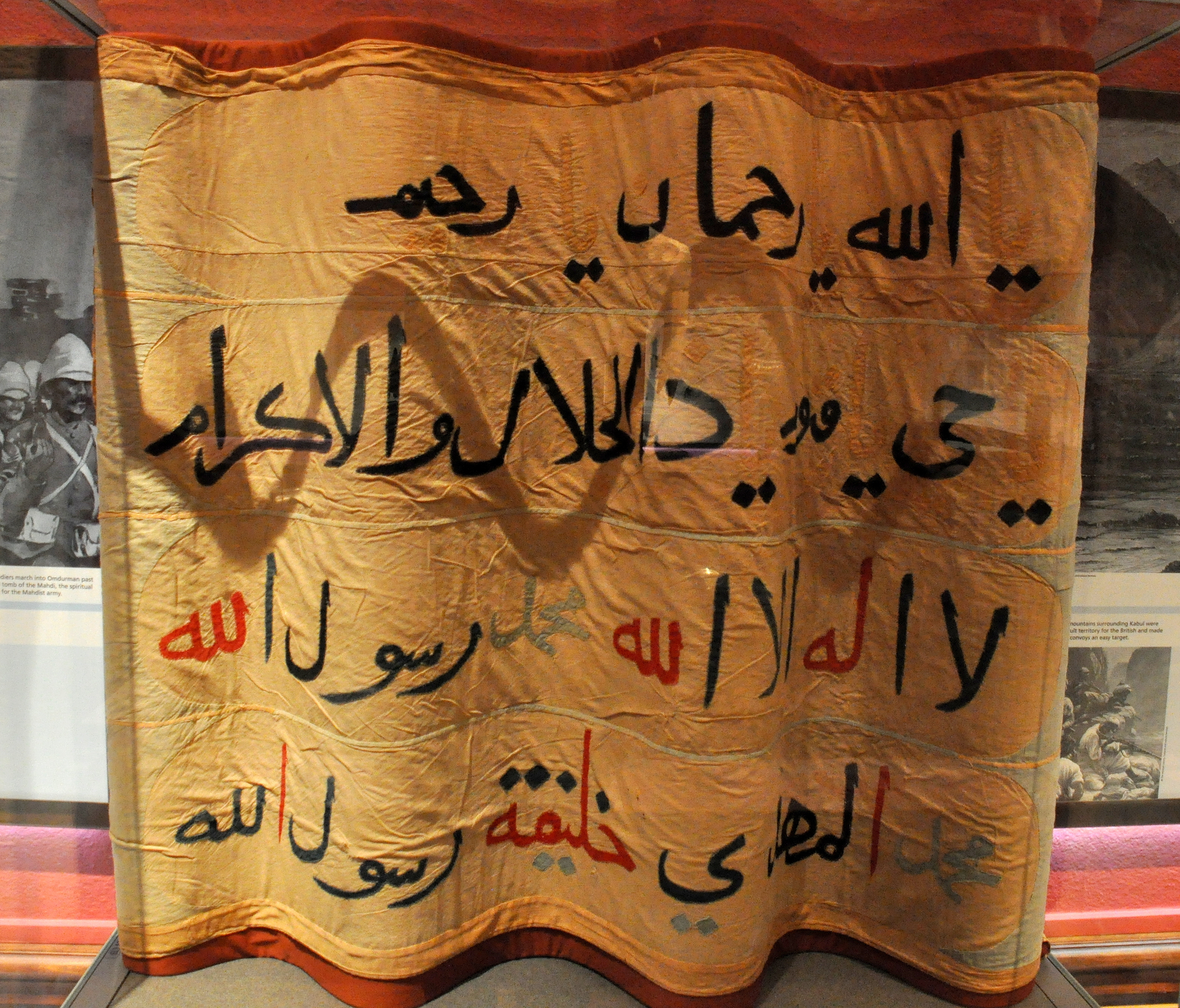
Флаг Махдистской армии; захваченный в Омдурмане в 1898 году.
Черный флаг, также использовавшийся махдистами.

### Англо-Египетский Судан
с 1899 по 1956 год Судан находился под совместным управлением Египта и Великобритании в статусе кондоминиума. У кондоминиума не было собственного флага; вместо этого использовались флаги Египта и Великобритании.
Отдельный флаг существовал у британского генерал-губернатора Судана. Как и ранговые флаги губернаторов и уполномоченных других британских заморских территорий, он состоял из флага Великобритании, на котором был изображен белый диск с эмблемой или гербом территории, окруженный лавровым венком. Поскольку для Англо-Египетского Судана не существовало эмблемы или герба, на диске вместо этого содержались слова «ГЕНЕРАЛ-ГУБЕРНАТОР СУДАНА».
На афро-азиатской конференции, проходившей с 18 по 24 апреля 1955 года, Судан был представлен белым флагом с названием «СУДАН», написанным красными заглавными буквами.

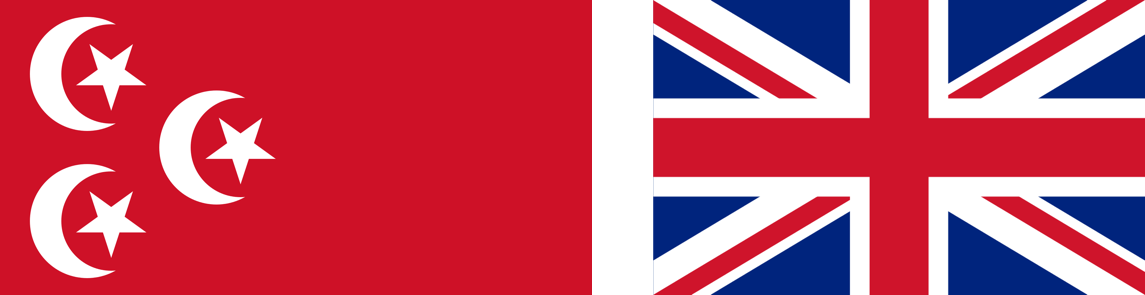
Флаги Англо-Египетского Судана (1914–1922)
Флаги Англо-Египетского Судана (1922–1956)
Флаг Британского Генерал-губернатора.
Флаг Сил обороны Судана (1925–1956)
Временный флаг, использовавшийся на афро-азиатской конференции[9]

### Республика Судан (1956—1969)
После обретения независимости от Египта и Соединенного Королевства 1 января 1956 года Судан принял сине-желто-зеленый триколор в качестве своего национального флага. Этот флаг был разработан поэтом Маки Суфи и использовался до 1970 года, когда был принят нынешний флаг.
Он состоял из трёх цветных полос одинаковой ширины: синей, жёлтой и зелёной. Синий цвет флага символизировал реку Нил, жёлтый — пустыни, зелёный — плодородные земли. Они были выбраны, поскольку они были нейтральными по отношению к этническим группам и политическим партиям.
В настоящий момент он используется суданской оппозицией.

Флаг Республики Судан (1956—1969)
Военно-морской флаг (1956—1970)
Флаг таможенной службы (1956—1970)

### Демократическая Республика Судан
После государственного переворота в мае 1969 года страна была переименована в Демократическую Республику Судан, и был проведен конкурс на разработку нового флага. Победившая работа была разработана художником Абдель Рахманом Ахмедом Аль-Джали и была принята в качестве национального флага в мае 1970 года.

Флаг Демократической Республики Судан (1969—1970)
Флаг Демократической Республики Судан (1969—1970)
Президентский штандарт